# 煙山力
煙山 力（けむりやま つとむ、1938年〈昭和13年〉11月28日 - ）は、日本の政治家。元東京都文京区長（2期）。

## 来歴
秋田県仙北郡千屋村(千畑町を経て、現在の美郷町)に生まれる。秋田県立横手高等学校卒業。東北大学教育学部中退。国会議員秘書、専門学校理事を経て、1975年〈昭和50年〉文京区議会議員選挙に自由民主党公認で立候補し、初当選。以来連続6回当選。その後区議会議長となる。後に新進党に移った。
1999年〈平成11年〉文京区長選挙に立候補し初当選する。2003年〈平成15年〉に再選。区長を2期務め、2007年〈平成19年〉に引退した。2009年〈平成21年〉4月29日に旭日小綬章を受章した。区長退任後は、文京つつじ会会長、首都圏秋田県人会連合会会長、文京区社会福祉協議会会長も務めた。